# Santé mentale au travail
Pour un article plus général, voir Santé mentale.
La santé mentale au travail ou santé psychologique au travail est le bien-être psychique, émotionnel et cognitif sur le lieu de travail ou dans le monde professionnel en général.
L'Organisation Mondiale de la Santé (OMS) définit la santé comme étant « un état de complet bien-être physique, mental et social, et ne consiste pas seulement en une absence de maladie ou d'infirmité ». Ainsi, la santé mentale est une composante très importante de la santé générale. Elle est définie par l'OMS comme étant « un état de bien-être qui permet à chacun de réaliser son potentiel, de faire face aux difficultés normales de la vie, de travailler avec succès et de manière productive et d'être en mesure d'apporter une contribution à la communauté ».
L'appréhension de la santé mentale a évolué à mesure que la société a reconnu son existence. En effet, au début du XVIIIe siècle, la prise en compte par le droit français de la santé mentale était appréhendée sous l'angle de la folie et la santé mentale du salarié était vue comme étant inhérente à sa personne. Ce n’est qu’en 1983 que la prise en charge de la santé mentale au travail évolue en faisant référence à la “ charge de travail nerveuse ” au sein de l’ancien article L140-2 du Code du travail disposant que “sont considérés comme ayant une valeur égale les travaux qui exigent des salariés un ensemble comparable de connaissances professionnelles consacrées par un titre, un diplôme ou une pratique professionnelle, de capacités découlant de l'expérience acquise, de responsabilités et de charge physique ou nerveuse ”. 
Le travail peut être à la fois un facteur bénéfique à la santé physique et mentale mais aussi un facteur de dégradation de celle-ci. Effectivement, le rythme et la nature du travail ont évolué durant ces dernières décennies entraînant des tensions sur la santé mentale et le bien-être. Ainsi, le rythme de production s’accélère car les entreprises entrent en concurrence avec des entreprises étrangères. Un discours orienté vers la performance prospère de plus en plus, qu’il s’agisse d’une performance organisationnelle ou individuelle. L'évolution constante des nouvelles technologies peut aussi être à l’origine de stress lié au travail, ayant un impact négatif sur la santé mentale des travailleurs. Enfin, l’organisation du travail au sein de l’entreprise peut être génératrice de tensions pour les travailleurs : surcharge de travail, absence de participation aux décisions ou manque de reconnaissance ont par exemple des impacts négatifs sur la santé. 

## Les risques psychosociaux
Le risque psychosocial renvoie à la notion du risque professionnel que l'on attribue généralement à la probabilité de la réalisation d’un événement susceptible de supprimer ou de réduire la capacité de gain d’un assuré social ou encore d’augmenter ses charges en raison de son exposition à une situation dangereuse lors de son activité professionnelle et de subir des effets nocifs pour sa santé physique et mentale. 
Toutefois, l’absence de définition du risque psychosocial a de lourdes conséquences. Actuellement, les atteintes à la santé mentale ne figurent pas dans la liste des maladies professionnelles bénéficiant d’une présomption de reconnaissance, ce qui suppose d’agir par une expertise. Dans ce cas, la victime - ou les ayants droit - doivent démontrer l’existence d’un lien entre la maladie et l’activité professionnelle, sous certaines conditions. Néanmoins, la reconnaissance reste relativement exceptionnelle.
À défaut de consensus faisant émerger une définition unanime des risques psychosociaux,  de nombreuses théories apparaissent autour de ce concept. Certains se sont essayés à cet exercice, dont le rapport Gollac demandé par le Ministère du travail, qui a défini les risques psychosociaux comme étant : “ les risques pour la santé mentale, physique et sociale, engendrés par les conditions d'emploi et les facteurs organisationnels et relationnels susceptibles d’interagir avec le fonctionnement mental ”. 
Le constat est que cette notion revêt une forme subjective, d'où la difficulté de définir concrètement les risques psychosociaux, cette approche ne peut reposer uniquement sur l’appréhension du salarié ou de ses conditions de travail. Par ailleurs, s’ajoute à la difficulté liée à la terminologie, celle du périmètre d’appréhension entre le développement de troubles psychosociaux développés et le cadre du travail. La multitude de causes pouvant être à l’origine des risques psychosociaux complexifie la démarche de lien entre la santé et l’environnement de travail du salarié. 
Le rapport Nasse-Légeron reprend les difficultés inhérentes à l’appréhension de ce concept en ces termes : “ Parce qu’ils se développent à la frontière entre la sphère privée (le psychisme individuel) et la sphère sociale (les collectifs d'individus au travail), ils sont au cœur de beaucoup de conflits. Les oppositions d’intérêts qui les traversent entraînent une multiplication des points de vue et des approches et, finalement, une certaine confusion dans les concepts, leurs modes d’analyse et le repérage de leurs causes ou de leurs effets ”. 

## Le droit applicable

### Le droit français
Bien que la France ne dispose pas de réglementation spécifique à la prévention du stress au travail, elle a progressivement inséré des règles de sécurité intégrée au travail. Ainsi, la loi n° 76-1106 du 6 décembre 1976 instaure l’obligation de prendre en compte l’objectif de prévention dès la conception des postes, des lieux et des outils de travail et crée le principe d’une formation pratique et appropriée à la sécurité pour tous les salariés. Puis, la loi n° 82-1097 du 23 décembre 1982 prévoit la création du Comité d’hygiène, de sécurité et des conditions de travail ainsi que la reconnaissance pour les salariés du droit de retrait. Cette loi consacre également le principe universel de la sécurité et l’amélioration des conditions de travail dans l’entreprise. 
Ces lois ont mené, en application de la convention européenne, à l’instauration d’une obligation générale de sécurité incombant au chef d’établissement. L’article L4121-1 du Code du travail, instauré par la loi de modernisation sociale du 17 janvier 2002, prévoit que :  “l’employeur doit prendre toutes les mesures nécessaires pour assurer la sécurité et protéger la santé physique et mentale des travailleurs ”. L’employeur doit donc prendre en compte les effets de l’activité professionnelle sur la santé mentale de ses employés en  s’appuyant sur 9 principes généraux de prévention qui sont : 
- éviter les risques
- évaluer les risques qui ne peuvent être évités
- combattre les risques à la source
- tenir compte de l’évolution de la technique
- remplacer ce qui est dangereux par ce qui l’est moins ou pas du tout
- planifier la prévention
- prendre des mesures de protection collective
- donner des instructions appropriées aux travailleurs

Cette loi intervient dans le contexte des arrêts « amiante » du 28 février 2002 qui ont amené la Cour de cassation à préciser qu’ "en vertu du contrat de travail le liant à son salarié, l’employeur est tenu envers celui-ci d’une obligation de sécurité de résultat, (…) le manquement à cette obligation a le caractère d’une faute inexcusable lorsque l’employeur avait ou aurait dû avoir conscience du danger auquel était exposé le salarié et qu’il n’a pas pris les mesures nécessaires pour l’en préserver ". Par conséquent, depuis 2002, il pèse sur l’employeur une obligation de résultat en matière de santé mentale des salariés. 
En outre, le harcèlement moral au travail a été reconnu en 2002 au sein d’un chapitre dans le Code du travail aux articles L1152-1 à 6, le harcèlement moral au travail est défini comme le fait qu’ “aucun salarié ne doit subir les agissements répétés de harcèlement moral qui ont pour objet ou pour effet une dégradation des conditions de travail susceptible de porter atteinte à ses droits et à sa dignité, d’altérer sa santé physique ou mentale ou de compromettre son avenir professionnel ”. Cette reconnaissance est une première étape ayant permis de dégager juridiquement un certain nombre de risques psychosociaux. Ces mesures permettent  une avancée vers la prise en charge de la santé mentale du salarié. 

### Le droit communautaire
Aucun acte législatif de l’Union européenne n’est spécifiquement relatif aux problèmes de santé mentale au travail. Cependant, les risques psychosociaux sur le lieu de travail sont inclus dans les différentes législations qui traitent globalement de la santé et de la sécurité des travailleurs. La législation phare en la matière est la directive-cadre du 89/391/CEE du Conseil du 12 juin 1989 concernant la mise en œuvre des mesures visant à promouvoir l’amélioration de la sécurité et de la santé des travailleurs au travail. Elle traite de “ tous les types de risques ” liés au travail sur la base du principe de prévention. Elle contient par exemple des dispositions qui prévoient d’adapter le travail à l’homme, notamment dans le domaine de la conception des postes de travail, du choix des équipements de travail et des méthodes de travail et de production, afin d’atténuer le travail monotone et cadencé. Pour cela, elle préconise la mise en place de politiques de prévention intégrant la technique, l’organisation du travail, les conditions de travail, les relations sociales et l’influence des facteurs ambiants au travail. 
En parallèle, des actes non contraignants ont aussi été adoptés au niveau de l’Union dans le domaine de la santé mentale au travail. Par exemple, en 2008, l’Union européenne a adopté un Pacte européen pour la santé mentale et le bien-être. Il y est reconnu que “ la santé mentale est un droit de l’homme ” et qu’elle est “ indispensable à la santé, au bien-être et à la qualité de vie ”. La santé mentale sur le lieu de travail est reconnue comme l’un des cinq domaines prioritaires et les responsables politiques, les partenaires sociaux et l’ensemble des acteurs concernés sont invités à : améliorer l’organisation du travail, mettre en œuvre des programmes de santé mentale et de bien être, favoriser le recrutement, le maintien, la réadaptation ou le retour au travail des personnes atteintes de problèmes ou de troubles mentaux. On retrouve aussi un accord sur le stress lié au travail conclu en 2004 par les partenaires sociaux multisectoriels, et un accord-cadre européen sur le harcèlement et la violence au travail conclu en 2007. 

## La santé mentale au travail durant la pandémie de la Covid-19
La crise sanitaire due au Covid-19 et le télétravail engendré par celle-ci sont à l’origine d’une dégradation de la santé mentale au travail. Selon une étude réalisée en 2020 par le cabinet “Empreinte Humaine” spécialisé dans la promotion de la qualité de vie au travail et la prévention des risques psychosociaux, 44 % des salariés sont en détresse psychologique, 1/4 présente un risque de dépression nécessitant un traitement et 1⁄4 déclarent que leur motivation s’est dégradée. La santé mentale des travailleurs s’est donc largement dégradée en perdant 10 points par rapport à 2016. 
Les femmes sont davantage affectées par cette situation (22 % sont en détresse psychologique élevée, contre 14 % pour les hommes) ainsi que les managers (20 % sont en détresse psychologique élevée). 
Selon cette étude, cette situation est liée à différents facteurs : mauvaises conditions de travail (seulement 45 % des salariés en télétravail arrivent à s’isoler toute la journée pour travailler), augmentation du chômage, diminution de la motivation …

## L'émergence de la notion de bien-être au travail
Aujourd’hui, le questionnement autour des conditions de travail des salariés est au cœur des préoccupations en entreprise. Tout l’enjeu est de réussir à trouver un équilibre dans la santé mentale du travailleur. Ainsi, deux notions voisines mais distinctes permettent de définir cet équilibre mental dans la relation de travail : la qualité de vie et le bien-être au travail. 
Les Éditions Tissot définissent la qualité de vie au travail comme un sentiment de bien-être au travail perçu collectivement et individuellement qui englobe l’ambiance, la culture d’entreprise, l'intérêt au travail, les conditions de travail, le sentiment d’implication, le degré d’autonomie et la responsabilisation, l’égalité, un droit à l’erreur accordé à chacun, une reconnaissance et une valorisation du travail effectué. Le bien-être au travail est quant à lui une  notion plus large qui englobe les notions de santé physique et mentale, en faisant référence à un sentiment général de satisfaction et d’épanouissement dans le travail. Juridiquement, la qualité de vie au travail trouve généralement sa source dans des accords collectifs. Le but premier est de prendre soin de la santé des travailleurs afin qu’ils soient le plus productifs possible. La notion de bien-être au travail est plus générale et d’origine sociologique, d’où l’absence de lien avec la notion de productivité. On la retrouve dans des études liées aux conditions de travail des salariés, bien souvent en lien avec une idée de prévention des risques psychosociaux. 
La définition de ces deux notions peut en pratique s’avérer compliquée à cause de la subjectivité de ces dernières. En effet, c’est la technique du faisceau d’indice qui est utilisée pour tenter d’approcher au mieux ces notions. Afin de cerner au mieux ces notions, des sociologues, juristes ou chercheurs ont tenté d’en définir les contours. 
Par exemple, Francis Green en 2006 met en avant cinq indicateurs principaux qui font que les salariés se sentent épanouis et heureux au travail. Selon lui, c'est donc le salaire, les aptitudes, l’effort, l’autonomie et le risque encouru qui sont les éléments moteurs d’une santé mentale au travail équilibrée. 
Pour Ducan Gallie en 2007, les cinq aspects majeurs sont : l’utilisation des talents, la variété des tâches, l’occasion d’apprendre et la possibilité de faire preuve d’initiative et d’autonomie. Outre ces critères, on pourrait également ajouter la possibilité de faire carrière, la stabilité de l’emploi ou la pression imposée par le travail comme critère pour déterminer les éléments essentiels de la qualité de vie au travail.